# Paril
Paril ist ein Dorf in der Gemeinde Chadschidimowo, in der Oblast Blagoewgrad, Bulgarien.
Paril befindet sich in den Ausläufern des Pirin-Gebirges, einer beliebten Region für Wanderungen und Naturtourismus.
Das Dorf ist Namensgeber für Paril Saddle in der Antarktika.